# جائزة ماليزيا الكبرى 2011
جائزة ماليزيا الكبرى 2011 هو سباق فورمولا 1 أقيم بتاريخ 10 أبريل 2011 في حلبة سيبانغ الدولية، سلاغور، ماليزيا. كان الثاني من أصل 19 في بطولة العالم لسباقات الفورمولا واحد موسم 2011. حلّ الألماني سباستيان فيتل أولا بينما جاء البريطاني جنسن باتون في المركز الثاني وحصل على المركز الثالث الألماني نيك هيدفيلد.